# Polacker
Polacker (polska: Polacy [pɔˈlat͡sɨ]) är en västslavisk folkgrupp i Östeuropa, som har polska som modersmål och främst lever i Polen. I den polska diasporan lever flest i USA, följt av Brasilien och Tyskland. Polacker är nära besläktade med belarusier, ukrainare, slovaker, ryssar, tjecker och andra slaviska folk.